# تلعفر

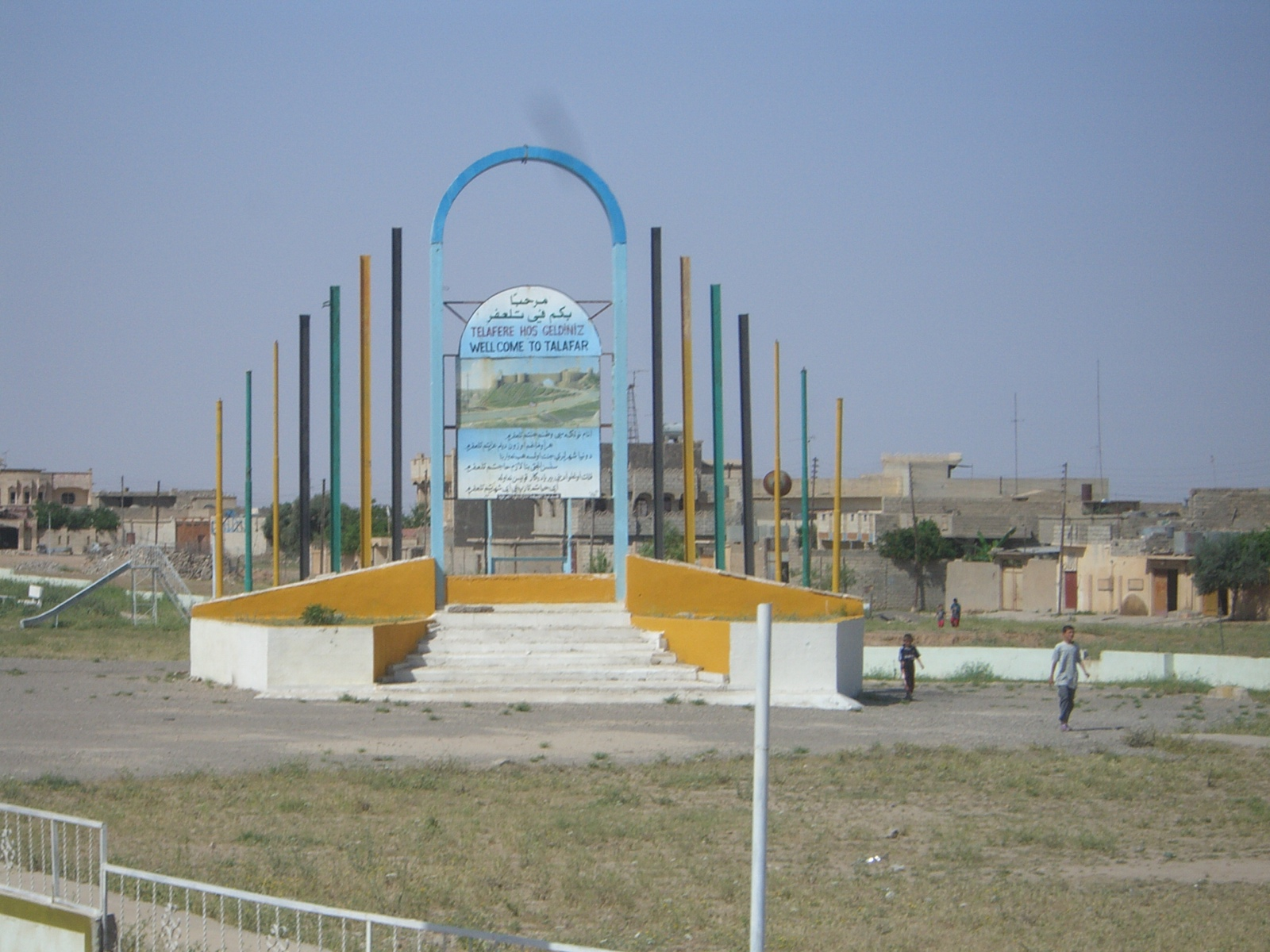
تلعفر

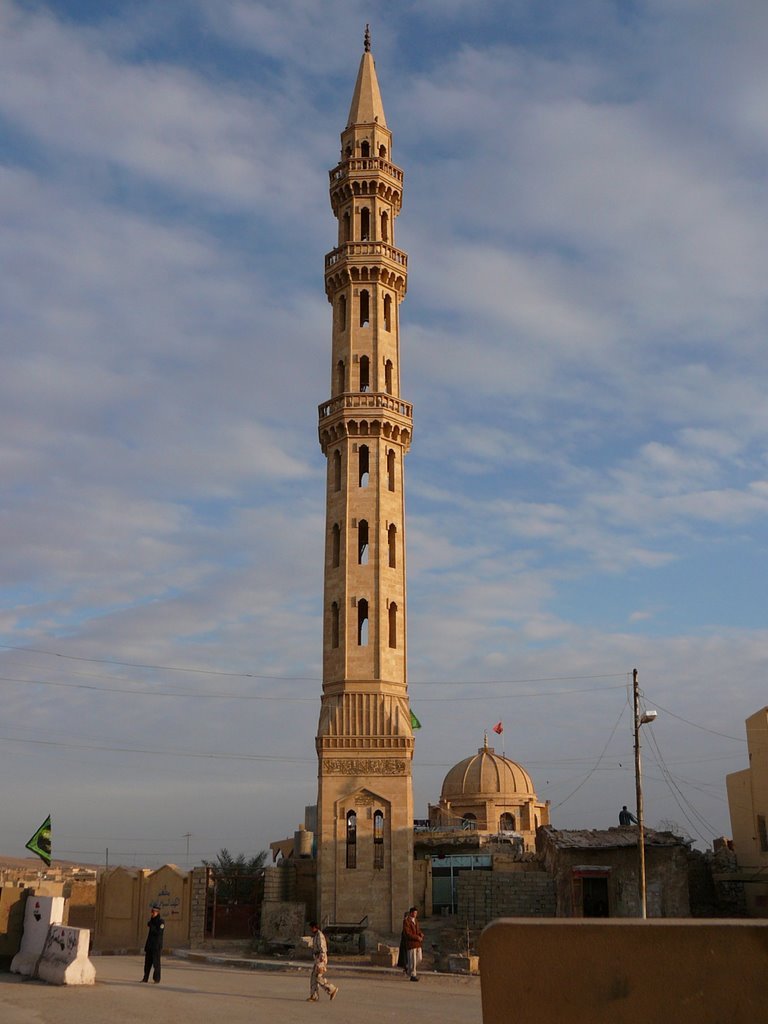
منارة جامع تلعفر الكبير

تلعفر هي مدينة عراقية تقع في شمال غرب العراق، وتتبع إداريا إلى محافظة نينوى. يقدر عدد سكانها بنحو أكثر 750.000 نسمة حسب تقديرات عام 2018، يسكن مدينة تلعفر أغلبية من التركمان المسلمين، وتقع المدينة بالقرب من الحدود العراقية السورية وتبعد عن مدينة الموصل بحوالي 70 كم، وعن جنوب الحدود التركية بحوالي 38 ميلاً وعن الحدود السورية بحوالي 60 كم.
كانت المدينة جزءا من ولاية الموصل التي كانت إحدى ولايات الدولة العثمانية، وفي المدينة قلعة بنيت كقاعدة عسكرية، ويمكن اليوم مشاهدة آثار القلعة، وبعد انسحاب العثمانيين أقيمت حامية في تلك القلعة وكانوا أول مقيمي المدينة التي تجاور القلعة. وفي معركة الموصل (2016–17) ضد تنظيم داعش نقل التنظيم ما يطلق عليه تسمية مقر الخلافة إلى مدينة تلعفر لتصبح معقل التنظيم المؤقت.
ويوجد في تلعفر مستشفى واحد هو مستشفى تلعفر العام بالإضافة إلى قطاع تلعفر الصحي الذي يضم ستة مراكز صحية داخل مدينة تلعفر ومراكز صحية أخرى في النواحي
عشيرة آل همات أكبر عشيرة ب قضاء تلعفر

## التاريخ
مدينة تلعفر تعتبر من المدن التركمانية العريقة وتقع على بعد حوالي 70 كم شمال غربي الموصل وهي من كبرى المدن في محافظة نينوى، ويبلغ عدد سكانها أكثر من (300 ألف) نسمة وانهم يتكلمون باللغة التركمانية وبلهجة خاصة.
وتاريخ تلعفر يرجع إلى العصر الحجري وهي من العصور ما قبل التاريخ أي (6000 ق. م) وفي حوالي منتصف ألف الثاني ق. م أصبحت تلعفر مع السنجار جزءا من الدولة الميتانية وفي العهد الآشوري نمت وتوسعت وبنت قلعتها الأثرية وكانت تعرف باسم (نمت عشتار) وبعد سقوط نينوى كانت منطقة تلعفر والجزيرة كلها مسرحاً للحروب الطويلة التي جرت بين الحيثيين والرومان الذين جددوا قلعتها. وبدأت الهجرة القبائل من الجزيرة العربية قبل الإسلام إلى العراق والشام وسكنوا قسم منهم في منطقة الجزيرة وجوار الموصل مثلاً بني الربيعة والذين سكنوا بجوار تلعفر وسنجار وسميت المنطقة بـ (الربيعة) وفي صدر الإسلام فتحت منطقة تلعفر كسائر ديار ربيعة ومنطقة الجزيرة في سنة 18 هـ في عهد الخليفة عمر بن الخطاب على يد القائد عياض بن غنم، ثم أصبحت تلعفر في العهد الأموي موطناً للخوارج ومسرحاً للحروب التي جرت بينهم وبين الأمويين وكان مروان الثاني بن محمد والياً على منطقة الجزيرة وعندما آلت الخلافة إليه قاد جيشاً للقضاء على فتن الخوارج وقيل انه بنى قلعتها فسميت بقلعة مروان. وان مدينة تلعفر قد توسعت وازدهرت سكانها في العصر العباسي في زمن الخليفة المعتصم بالله ومن بعدهم في عام 447 هـ (1055م) في عهد السلاجقة في زمن أميرها طغرل بك أحد أمراء السلاجقة وثم استولى عليها السلطان بدر الدين لؤلؤ، وحيث سكنها بعض العشائر التركمانية، وفي عام 656 هـ (1258م) دخل هولاكو إلى بغداد وتوجه قائده (سميداغو) إلى منطقة موصل وتلعفر وأصبحت بعد ذلك جزءا من الدولة الايلخانية ثم في عام 738 هـ (1328م) جاء الدولة الجلائرية وحكمت العراق بقيادة الشيخ حسن الجلائري وأصبحت منطقة تلعفر جزءا من الدولة الجلائرية حتى جاء القائد تيمور لنك ودخل الموصل عام 796 هـ (1386م) ومر من مدينة تلعفر وهناك طريق لا زال موجوداً جنوب تلعفر ويسمى (تيمور يولي) أي طريق تيمور، وفي عام (814 هـ ـ 1411م) وأصبحت مدينة تلعفر جـزأ مـن (الدولة قرة قوينلو) التركمانية أي (دولة الخروف الأسود) في عهد أميرها محمد قرة يوسف وهناك عشيرة في تلعفر ينتسبون إليهم، وفي عام (874 هـ /1469م) أصبحت مدينة تلعفر جزأ من (دولة اق قوينلو) التركمانية أي (دولة الخروف الأبيض) بقيادة الأمير حسن بك الطويل وأيضا توجد بعض العشائر في تلعفر ينتسبون اليهم.
وفي عام (914 هـ/1508م) أصبحت تلعفر جزءا من الدولة الصفوية، وفي عام (941 هـ/1534م) أصبحت مدينة تلعفر جزءا من الدولة العثمانية منذ عهد السلطان سليمان باشا هو أول والي عثماني في العراق حتى انسحاب الجيش العثماني من الموصل وتلعفر دون القتال في عهد الوالي خليل باشا، واحتل الإنكليز العراق في عام (1336 هـ/ 1917م) وسيطر الإنكليز على الموصل وتلعفر بعد قتال طويل دام ثلاثة سنوات أي في عام 1920 م لحين تشكيل الحكومة المؤقتة برئاسة السيد عبد الرحمن النقيب وكانت مدينة تلعفر في عهد الدولة العثمانية مركز لناحية تابعة إلى قضاء سنجار ثم أصبحت قضاءً في نهاية عام 1917 م. واليوم أهالي تلعفر يطالبون الحكومة العراقية بجعلها المحافظة التاسعة عشر في العراق.
وقد دخلت تلعفر التاريخ بملحمتها الشهيرة في عام 1920 م والتي تدعى باسم حركة (قچاقاچ ويعني الهروب) والتي بدأت بها الثورة ضد القوات الإنكليزية المحتلة، فإن أول شرارة لثورة العشرين في الشمال انطلقت من مدينة تلعفر .
وقد وصف ياقوت الحموي مدينة تلعفر في كتابه معجم البلدان وقال: (تل أعفر ـ ويقال تل يعفر ـ وقيل إنما اصله ـ تل الاعفر ـ للونه فغير بكثرة الاستعمال وطلب الخفة وهو اسم قلعة وربض بين سنجار والموصل وفي وسطه وادي فيه نهر جاري على تل منفرد، حصينة محكمة وفي مائها عذوبة وبها نخيل كثيرة يجلب رطبه إلى الموصل).
ومن جوف قلعة تلعفر من جهة جامع صوباشي (او جامع دره كوي) يجري مائاً عذباً لا يُعرف منبعُه يُعرف بعين الماء (صوباشي) ويمتد على طول القلعة، كان سكان تلعفر يستسقون به منذ القدم من الضفة الشرقية للقلعة امام الباب السري (باب الماء وباب الشرقي) ففي اثناء الحروب وحين محاصرة القلعة كان السكان يلجؤون لأخذ الماء عن طريقه لسد حاجاتهم من الماء.
وتسكن مدينة تلعفر عدد من العشائر التركمانية ولكل من هذه العشائر مناطقها التي تسكن فيها وتتشابه العادات الاجتماعية والأعراف فيما بينها ولها تقاليد مميزة في مسائل الزواج والأعياد والتعازي وسائر الاحتفالات الدينية والوطنية والقومية، ولا شك فيه هو إن أسماء جميع هذه العشائر أسماء تركمانية، ومن أهم العشائر التركمانية في تلعفر هي: (ايلخانلي، الله ويرد يلي، علي ديوه لي، بابالار، بكلر، جلبي، بيرقولولر، عاصيلر، فرحاتلر، قزانلر، جولاقلي، سيدلر، نجارلار، مرادليلر، سرايليلر، دميرجيلر، قرة قوينلو، ديوه جي، بقاللي، أق قوينلو، محمد أغالي، قصابلر، خانليلر، حمولي، عجملي، حربو، قوروتلي، موللالي، نفطجي، فرهادليلر، علي خان بك، داودلي، همتليلر، بيرقدارلي، قابلان، ماوليلر، جباليلر (شاليلار)، جاويشليلر، كوجارليلر، ساعتليلار، هليباك ايوه، بكارليلر)، وهناك كثير من العشائر والأفخاذ التركمانية في منطقة تلعفر وضواحيها ترجع أصولهم إلى أصول السلاجقة والدولة الايلخانية وقرة قوينلو واق قوينلو والأصول العثمانية (التركية) والبعض يعود أصولهم إلى العرب، وكما هو معروف أن جميع أصول تركمان العراق يرجع إلى تلك الدول والإمبراطوريات التي حكمت العراق منذ مئات السنين.

## التركيبة السكانية
سكان مدينة تلعفر ذات اغالبيه مسلمة لغة مدينة تلعفر هي اللغة التركية، يشكل الشيعة الغاليبة في المدينة بنسبة 85% و يشكل المسلمون السنة اقلية بنسبة 12_17، عانت المدينة من الحرب الأهلية العراقية .
السكان
قضاء تلعفر يعتبر اكبر اقضية العراق بالسكان ، بلغ عدد سكان مدينة تلعفر سنة 2004 حوالي 250,000 نسمة اما مع النواحي فيتجاوز 500,000 نسمة ، و تتبع تلعفر ثلاث نواحي و تعتبر تلعفر من المناطق المتنازع عليها في العراق ، يبلغ عدد سكان مدينة تلعفر لسنة 2022 حوالي 512,000 نسمة اما مع النواحي فيبلغ 893,000 نسمة، تبعد تلعفر عن حوالي 70 كم عن الموصل .

## سقوط تلعفر 2014
في فجر يوم الأحد الخامس عشر من حزيران 2014 سيطر تنظيم الدولة الإسلامية داعش على مدينة تلعفر بعد قتال جرى في وسط المدينة وانسحاب أغلب القوات العراقية المتمركزة في تلعفر من المدينة ونزوح الآلاف من السكان إلى المناطق التي تسيطر عليها قوات البيشمركة.

## تحرير تلعفر 2017

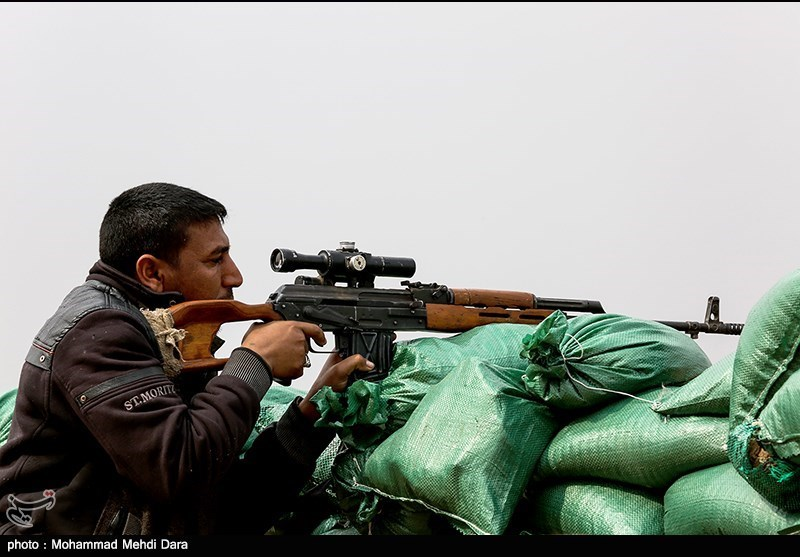
مقاتل من الحشد الشعبي خلال معركة تحرير تلعفر 2017م

في يوم 20 آب (أغسطس) 2017، شنت الحكومة العراقية بدعم من قوات الجيش والشرطة والحشد الشعبي حملة عسكرية لاستعادة مدينة تلعفر آخر معقل لداعش في محافظة نينوى، وبعد معارك استمرت لنحو 7 أيام استطاعت الحكومة العراقية تحرير المدينة بالكامل.

## طالع أيضًا
- تفجير تلعفر 2007
- تفجير تلعفر 2009
- ناحية زمار
- ناحية ربيعة